# 歓楽谷景区駅
歓楽谷景区駅（かんらくこくけいく-えき）は中華人民共和国北京市朝陽区に位置する北京地下鉄7号線の駅である。2014年12月28日に開業した。

## 駅構造

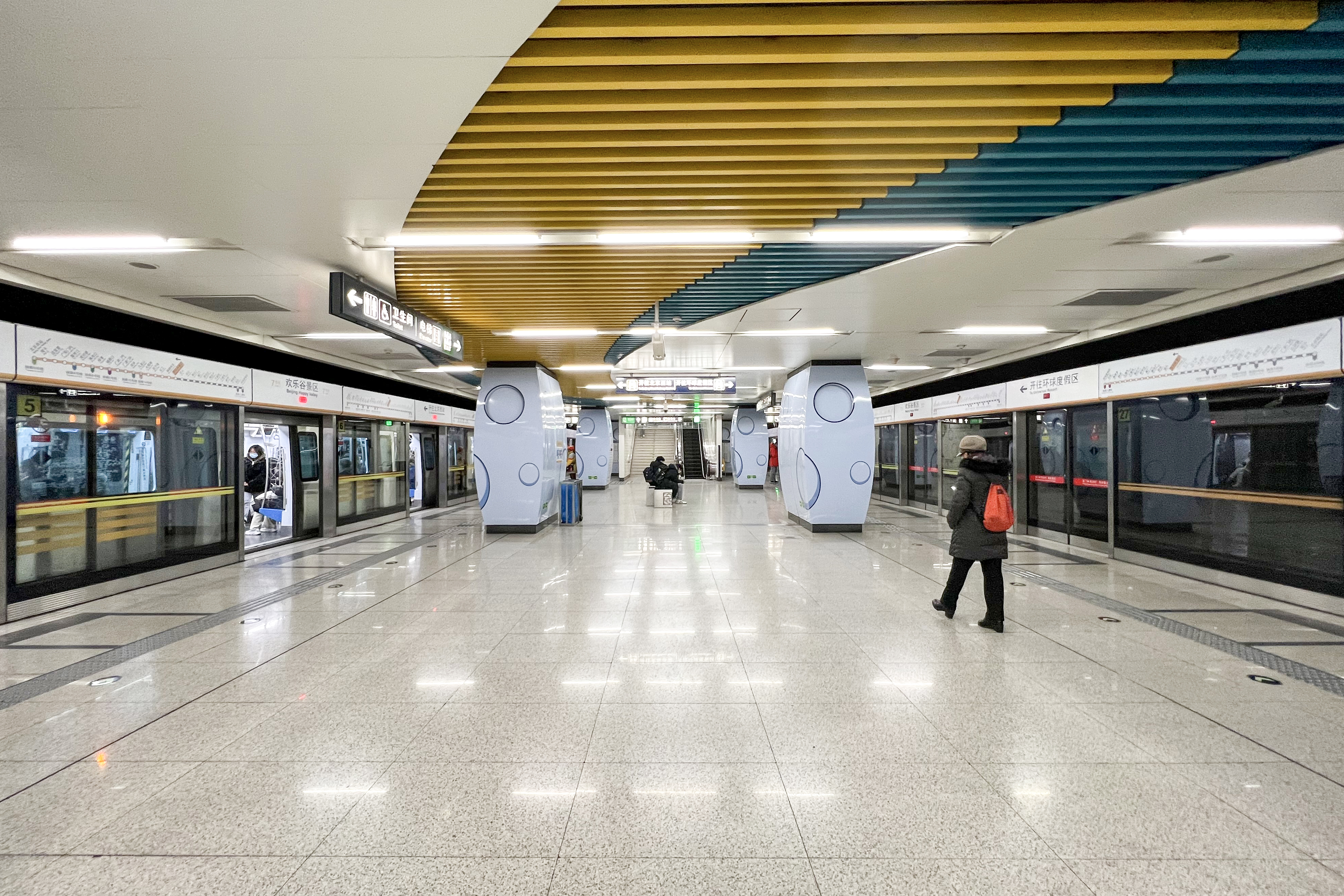
ホーム

島式ホーム1面2線の地下駅である。

## 駅周辺
- 北京連合大学生物化学工程学院

## 歴史
- 2014年12月28日 - 7号線が開業。

## 隣の駅
北京地下鉄
■7号線
南楼梓荘駅 - 歓楽谷景区駅 - 垡頭駅
座標: 北緯39度52分01秒 東経116度29分59秒 / 北緯39.86703199999999度 東経116.499825度